# Phelipara laosensis
Phelipara laosensis là một loài bọ cánh cứng trong họ Cerambycidae.